# Ambasada Kambodży w Warszawie

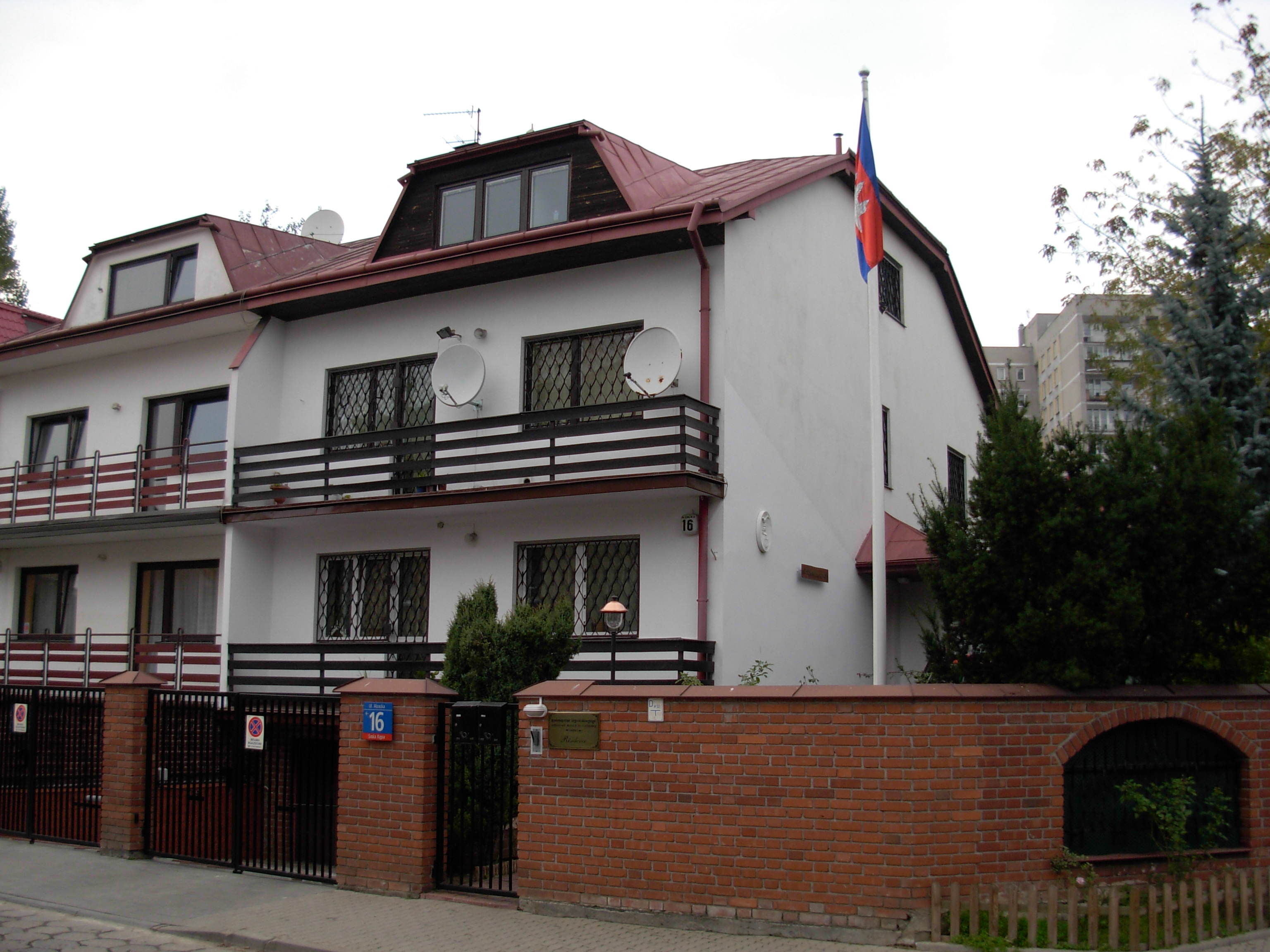
b. rezydencja ambasadora Kambodży przy ul. Alzackiej

Ambasada Kambodży w Warszawie (khm.  ស្ថានទូតកម្ពុជាប្រចាំទីក្រុងវ៉ារស្សាវ៉ា) – placówka dyplomatyczna Królestwa Kambodży, funkcjonująca w latach 1971-1974 i 2005-2008.

## Historia
Stosunki dyplomatyczne między Polską i Kambodżą ustanowiono w 1956. W okresie PRL ambasada Kambodży mieściła się w Warszawie w hotelu Bristol przy ul. Krakowskie Przedmieście 42-44 (1971), w domu z 1935 (proj. Julian Ambroziewicz) przy ul. Francuskiej 15 (1971-1974). W latach 2005–2008 ambasada mieściła się przy ul. Drezdeńskiej 3, rezydencja ambasadora przy ul. Alzackiej 16 (2007).
Od 2008 interesy Kambodży w Polsce reprezentuje ambasada z siedzibą w Berlinie przy Benjamin-Vogelsdorff-Strasse 2.